# Delitelj niča
Delitelj niča je v abstraktni algebri neničelen element {\displaystyle a\,} kolobarja tako, da velja za neničelen element {\displaystyle b\,} {\displaystyle ab=0\,}. Takšen element se imenuje levi delitelj niča. Podobno se definira desni delitelj niča. Kadar je element istočasno levi in desni delitelj niča, se poenostavljeno reče, da je to delitelj niča. Kadar je kolobar komutativen, sta levi in desni delitelj niča enaka. Neničelen element, ki ni niti levi niti desni delitelj niča, se imenuje regularni element. 

## Zgledi
- Kolobar {\displaystyle \mathbb {Z} \,} celih števil nima delitelja niča. Ima pa delitelja niča kolobar {\displaystyle \mathbb {Z} ^{2}}
- Zgled delitelja niča v kolobarju matrik {\displaystyle 2\times 2\,} je matrika

{\displaystyle {\begin{bmatrix}1&1\\2&2\end{bmatrix}}},
ker je
{\displaystyle {\begin{bmatrix}1&1\\2&2\end{bmatrix}}\cdot {\begin{bmatrix}1&1\\-1&-1\end{bmatrix}}={\begin{bmatrix}-2&1\\-2&1\end{bmatrix}}\cdot {\begin{bmatrix}1&1\\2&2\end{bmatrix}}={\begin{bmatrix}0&0\\0&0\end{bmatrix}}.}
- V kolobarju matrik {\displaystyle 2\times 2\,} nad istim obsegom sta levi in desni delitelj niča enaka. To so neničelne nesingularne matrike.

## Značilnosti
- Levi ali desni delitelj niča nikoli ne more biti enota, ker je v primeru, da ima {\displaystyle a\,} obratno vrednost in je {\displaystyle ab=0\,}, potem velja tudi {\displaystyle 0=a^{-1}.0=a^{-1}ab=b\,}
- vsak neničelen idempotenten element {\displaystyle a\neq 1\,} je delitelj niča, ker {\displaystyle a^{2}=a\,} pomeni tudi {\displaystyle a(a-1)=(a-1)a=0\,}. Neničelni nilpotentni delitelji niča so trivialno tudi delitelji niča.
- komutativni kolobar z {\displaystyle 0\neq 1\,} in brez delitelja niča se imenuje integralna domena

- delitelj niča obstoja tudi pri sedenionih